# Немачки окрузи
Окрузи су немачке административне јединице у нивоу испод савезних држава, а равноправне са аутономним градовима (градовима ван округа, Kreisfreie Städte). Окрузи управљају својим подручјем по принципима локалне самоуправе. 
У Немачкој постоји 107 аутономних градова и три града-државе. Окрузи су сеоског типа, и има их 295. Највећи је Округ Укермарк у Бранденбургу (3058,10 km²), а најмањи Округ Мајна-Таунус у Хесену (229,39 km²).
У надлежност округа спада: одржавање локалних путева, грађевинске дозволе, национални паркови, социјална помоћ, брига за омладину, болнице, средње школе, оприкупљање и одлагање отпада, регистрација аута, избор представника за ниво државног парламента, и друге надлежности (култура, туризам) које се разликују по регионима. 